# Пикеринг, Роберт
Ро́берт (Боб) «Пи Ви» Пи́керинг (англ. Robert Hugh (Bob) "Pee Wee" Pickering) 19 сентября 1932, Уилкокс, Саскачеван — 24 июня 2015 — канадский кёрлингист и политический деятель провинции Саскачеван.

## Личная жизнь
Пикеринг родился в деревне Уилкокс, провинция Саскачеван в 1932 году, сын Лесли Пикеринга. 
В 1960 году Роберт женился на Dorothy Ann Somerville. У них родилось трое детей.
Был фермером по производству зерна в течение 40 лет до выхода на пенсию, кёрлингистом (представлял Саскачеван с 1961 по 1971 годы), увлекался гольфом.
Роберт Пикеринг умер 24 июня 2015 года в провинции Альберта.

## Карьера в кёрлинге
Роберт Пикеринг является шестикратным чемпионом провинции Саскачеван по кёрлингу среди мужчин. Известен, своим "самым высоким замахом в мире".
Пикеринг, как скип выигрывал 4 чемпионата провинции Саскачеван подряд между 1968 и 1971 годами, ещё в 1966 году, а также в 1961 году, играя на позиции первого.
Пикеринг представлял Саскачеван в шести Чемпионатах Канады по кёрлингу среди мужчин:
- серебро в 1961 году, играя за команду скипа John Keyes, победы - поражения: (8-2);
- разделил бронзу в 1966 году (7-3);
- серебро в 1968 году (8-2);
- разделил бронзу в 1969 году (7-3);
- четвёртый в 1970 году (6-4);
- бронза в 1971 году (8-3).

Обладатель Трофея Росса Харстона (ROSS G.L. HARSTONE AWARD) на Чемпионате Канады 1971 года
В 1974 году был введен в Зал славы канадского кёрлинга.

## Карьера политика
Роберт Пикеринг представлял избирательный округ Бенго-Майлстоун с 1978 по 1991 год в Законодательном Собрании Саскачевана от Прогрессивно-консервативной партии. Он служил в Кабинете Министров Саскачевана в качестве министра по делам сельских районов, министра развития районов и министра парков и возобновляемых ресурсов.
Пикеринг был исключен из кабинета министров в январе 1985 года.